# Station Łódź Olechów
Station Łódź Olechów is een spoorwegstation in de Poolse plaats Łódź.